# سن-اواریست-دو-فورسیت، کبک
سن-اواریست-دو-فورسیت (به فرانسوی: Saint-Évariste-de-Forsyth) شهری در منطقه شهری بوس-سارتیگان ناحیه شودییر-آپالاش در استان کبک کانادا است. در سرشماری سال ۲۰۱۱ این شهر ۶۰۱ نفر جمعیت داشته‌است و مساحت آن ۱۱۱٫۳۶ کیلومتر مربع است.